# 银山银矿遗址
银山银矿遗址位于中国江西省上饶市德兴市银山矿区，2013年被列为第七批全国重点文物保护单位。
银山银矿遗址占地5.67平方千米，从唐朝至今，开采时间长达1300多年，现存古银矿采冶矿井遗址188处，是目前中国发现的面积最大、矿井数量最多、矿井形制最为复杂的大型银矿矿冶遗址，也是目前所见中国最早的银矿矿冶遗址之一。